# Eternal Destiny
「Eternal Destiny 」（エターナル・ディスティニー）は、榊原ゆいの楽曲。同名のタイトルで3作目のシングルとして2005年9月30日にHOBiRECORDSからリリースされた。シングルの表題曲「Eternal Destiny」は、PCゲーム『夜明け前より瑠璃色な』のオープニングテーマになっており、カップリングにはWebラジオ『LOVE×れでぃお』主題歌「Love☆Emergency」が収録されている。シングルは青色をイメージして制作された。

## 音楽性・批評
音楽評論家の冨田明宏は、楽曲「Eternal Destiny」について榊原ゆいの感情的な歌唱表現を賞賛し、ピアノと効果音によって構成される遅いテンポのイントロからサビの部分でトランスに変貌する「斬新な楽曲」と評した。

## 収録曲
| 全作詞: 榊原ゆい。 |                                    |          |              |
| #                  | タイトル                           | 作詞     | 作曲・編曲   |
| 1.                 | 「Eternal Destiny」                | 榊原ゆい | DJ SHIMAMURA |
| 2.                 | 「Love☆Emergency」                 | 榊原ゆい | kors k       |
| 3.                 | 「Eternal Destiny (Instrumental)」 | 榊原ゆい | DJ SHIMAMURA |
| 4.                 | 「Love☆Emergency (Instrumental)」  | 榊原ゆい | kors k       |